# Kenta Tsugami
Kenta Tsugami (Japans: 津上 研太, Tsugami Kenta) (Fujisawa, 20 augustus 1965) is een Japanse jazzmuzikant die saxofoon speelt.
Kenta Tsugami kreeg les van Yoshio Otomo en George Otsuka, in 1987 trad hij voor het eerst op als professioneel muzikant, met Otsuka en Ryōjirō Furusawa. In de volgende jaren speelde hij o.a. met Imawano Kyoshiro en Akira Sakata, en vanaf de jaren 90 met o.a. Kurumi Shimizu (Kurumisan 1995/96). Later was hij actief in Otomo Yoshihide's New Jazz Ensemble en het New Jazz Quintet. Tevens was hij lid van de groep Date Course Pentagon Royal Garden en werkte hij mee aan opnames van Yosuke Yamashita (Dr. Kanzo, 1998), Aketagawa Shoji & Aketa Nishiogi Sentimental Philharmony Orchestra (Small Papillon, 1999), Chie Ayado en Naruyoshi Kikuchi (Degustation A Jazz, 2004). In 2000 richtte hij de band Bozo op, waarvoor hij ook componeerde en arrangeerde. Bij de groep speelden Hiroshi Minami, Hiroaki Mizutani en Akira Sotoyama. Hun eerste album verscheen op Body Electric Records. In de jazz deed hij tussen 1995 en 2006 mee aan elf opnamesessies.